# Torsby (Värmdö)
Torsby, Värmdö é uma área urbana Sueca nas proximidades de Estocolmo.